# Lundby kyrka
För andra betydelser, se Lundby kyrka (olika betydelser).
Lundby kyrka är en kyrkobyggnad som tillhör Västerås Lundby församling i Västerås stift. Den är byggd på 1100-talet och därmed en av de äldsta kyrkorna i stiftet. Redan under medeltiden skedde flera förändringar och utbyggnader av kyrkan, vilket går att avläsa i kyrkans blottlagda gråstensmurar. En stor del av dagens utseende, både in- och utvändigt, kom till i slutet av 1800-talet. I kyrkbyn finns bland annat en prästgård från 1860-talet, en visthusbod från första halvan av 1800-talet och en bostad där klockaren tidigare bott. Det finns även två skolhus från 1840- respektive 1910-talet med en stor avträdesbyggnad från slutet av 1800-talet. Tidigare har det också funnits en fattigstuga intill kyrkan.

## Kyrkobyggnaden
Kyrkan omfattar ett rektangulärt långhus med ett västtorn krönt med en åttasidig lanternin. Mot norr finns utbyggnader för sakristia och den så kallade Lillkyrkan. Utanpå långhusets östra gavel finns en femsidig absid för koret. 
Kyrkans yttermurar består till stor del av gråsten som är blottlagd. På södra sidan går därför lätt att avläsa  olika byggnadshistoriska skeenden. En skarv visar var långhuset byggdes ut på 1400-talet. Vidare syns spår efter två igenlagda portar och ett rivet vapenhus. Längre upp består murarna av tegel, liksom hela absiden, portiker och fönsteromfattningar. Teglen är till skillnad från gråstensmurarna överputsade. De spetsbågiga fönstren, fyra på södra väggen, ett på norra, samt två vardera i Lillkyrkan, på tornet och i korabsiden, har bågar av gjutjärn med munblåst glas. Ingång till kyrkan sker genom vapenhuset under tornet i väst. Över långhuset och Lillkyrkan ligger ett plåttäckt sadeltak. Över sakristian finns ett valmat tak.
Kyrkorummet täcks av fyra kryssvalv som liksom väggar och pelare är vitputsade i kontrast till kalkstensgolvet i grått och brunt och snickerierna i massiv, mörk ek. Det går igen i bänkgavlar, predikstol, altarring, nummertavlor och dörrar. I Lillkyrkan finns inga fasta bänkar, men den är öppen mot övriga kyrkorummet, delvis avskild av pelare. Därmed skapas delvis ett andra skepp i det annars enskeppiga långhuset. Kyrkan har ingen orgelläktare, men rester efter en äldre finns kvar över Lillkyrkan.

## Byggnadshistorik

### Den första kyrkan
I samband med en stor renovering av kyrkans fasad på 1920-talet genomfördes en undersökning av byggnaden av intendenten vid Västerås museum Sven T. Kjellberg. Han konstaterade snabbt att kyrkan troligtvis var från 1100-talet – betydligt äldre än de förväntat sig. Den hade enligt intendenten en romansk form med ett långhus som var 9 gånger 11 meter stort och ett mindre kor i öst. Under en utgrävning av kyrkans inre några år senare hittade man spår efter det äldre koret, men det gick inte att fastställa om koret hade haft en absid, vilket intendenten trott.
På utsidan av den södra långhusmuren kan man ännu se en lodrät fog. Muren väster om fogen visar hur långt det ursprungliga långhuset var. Från den första kyrkan finns också spår efter en sydport som hade en omfattning av gråsten.
Senare under medeltiden, troligtvis på 1400-talet, uppfördes ett torn i väst, med en spånklädd spira och en total höjd av omkring 40 meter. Under samma århundrade revs också det äldre koret och långhuset byggdes sedan ut. Därmed fick kyrkan formen av salkyrka med ungefär dubbelt så långt långhus än tidigare. En ny portal med omfattning i tegel, som även den syns på den södra fasaden, tillkom sannolikt vid denna tid. Över långhuset slogs valv i tegel och i norr byggdes troligtvis också sakristian. Vapenhuset i söder kan redan ha funnits då. Några år in på 1500-talet byggdes också Lillkyrkan ut i norr, vilket gjorde kyrkan delvis tvåskeppig. Dess ursprungliga funktion är inte känd, kanske det fungerade som helgonkapell.
Från 1600-talet utgjorde Lundby socken och kyrka prebende under Västerås domkyrka. Därför har kyrkan starkt påverkats av biskoparna under åren, inte minst den namnkunnige Johannes Rudbeckius.

### 1800-talets förändringar
Några större ombyggnader skedde inte på omkring tre hundra år sedan den sista tillbyggnaden gjorts i början av 1500-talet. Däremot behövdes en del renoverings- och lagningsarbeten genomföras. Kyrkan, som var byggd på lera drabbades återkommande av sättningsskador som behövde repareras flera gånger under 1600- och 1700-talet. Trots det var övre delen av tornet och en klockstapel intill kyrkan i så dåligt skick att de revs 1841 och ett nytt, betydligt lägre torn murades. I dess västra sida togs en ny port upp. Även det medeltida vapenhuset revs detta år. Några år senare slog åskan ned i tornet och i samband med reparationen fick tornet sitt nuvarande utseende.
Femtio år senare, 1890, hade delar av kyrkan åter blivit instabila och valven riskerade att rasa in. Under ledning av arkitekt Carl Axel Ekholm genomgick kyrkan en stor förändring i nygotik. De medeltida valven i kyrkan revs och ersattes med nya. Också den östra långhusväggen revs och där uppfördes en femsidig korabsid. Fönstren förstorades och en ny ingång till sakristian togs upp. Invändigt uppfördes en läktare över Lillkyrkan. I massiv ek tillverkades en ny predikstol, altare med altarring, bänkgavlar och dörrar.  Nyinvigningen skedde fjärde advent 1890, men alla var inte nöjda med det nya utseendet. Arkeologen Emil Eckhoff menade att Lundby kyrka blivit ”totalt förstörd 1890”.
Senare arbeten har bland annat inneburit en yttre renovering 1925-26 ledd av arkitekt Viktor Segerstedt. Då knackades fasadens puts ned och gråstensmurarna har sedan dess fått vara fria från puts. En inre förändring skedde 1988 under ledning av Jaan Allpere och Alf Karlsson då bland annat vapenhus och bänkar byggdes om, golvet höjdes och orgelläktaren över Lillkyrkan togs bort.

### Prebendekyrka
Beno Henrici Korp, biskop i Västerås stift, instiftade år 1388 Sankta Annas prebende, vilket var en typ av fond som skulle se till så att det var möjligt att hålla mässor vid Anna-altaret i domkyrkan. Avkastningen till fonden skulle bland annat komma från Lundby kyrka och dess ägor och församlingens kyrkoherde skulle även tjänstgöra i domkyrkan vid behov.
I och med reformationen drogs Sankta Annas prebende in till kronan. Därefter blev Lundby istället ett biskopsprebende under biskopen i Västerås. Det nya prebendet instiftades senast 1564 och varade fram till 1916. Detta innebar i det närmaste motsatsen till den tidigare situationen kyrkan haft under Sankta Annas prebende. Ledningen för kyrkan och församlingen togs nu över av biskopen och han själv skulle fungera som Lundbys kyrkoherde, troligtvis med hjälp av en kaplan. Biskoparnas närvaro i Lundby märks bland annat genom de många gåvor som de gett till kyrkan genom åren.

## Inventarier
- Församlingen skänkte den medeltida dopfunten i kalksten till Statens historiska museum 1880, men den är sedan 1990-talet återlånad till Lundby kyrka. Den är tillverkad i kalksten med låga kolonner som bär upp rundbågar runt skålen. På foten löper en repstav, på vilken två människohuvuden är placerade. I många skildringar av kyrkan har dess ålder angetts till 1100-tal, men troligare är den från början av 1200-talet.[7][8]
- Samtidigt med dopfunten skänkte också kyrkan ett gravklot, som tidigare varit inmurat i kyrkans södra långhusmur, till museet. Det är numera utställt i Guldrummet på museet. [9]
- Under mitten av 1600-talet köptes den mittersta av de tre mässingskronorna, som hänger i långhuset, in. Den är störst av de tre, har plats för 16 ljus och är krönt med en dubbelörn. Även de två andra kan möjligen vara från 1600-talet eller första halvan av 1700-talet. Framme vid koret hänger en av de andra, som är krönt med en gestalt som håller en balansvåg och en korsstav, ett vanligt motiv från 1600-talet. Den minsta ljuskronan är prydd med vapen från de båda adliga släkterna Koskull och Klingspor.[5]
- Altartavlan är målad på 1700-talet av hovmålaren Georg Engelhard Schröder. En liknande altartavla av samma konstnär finns i Stora Skedvi kyrka.[10]
- På norra väggen hänger den tidigare altartavlan med en korsfästelsescen, skänkt av biskopsparet Nicolaus Johannis Rudbeckius och Margareta Laurelia 1673.[10]
- Predikstolen är tillverkad i mörkt ådrad ek och kommer från den stora förnyelsen 1890. Den är ritad av Carl Axel Ekholm i nygotik.[2] Timglaset på predikstolen är en gåva från biskopsparet Lars Benzelstierna och Elisabeth Maria född Schönström år 1773.[10]
- I Lillkyrkan står en stol från 1700-talet som användes av biskopar när de besökte kyrkan.[5]
- Nuvarande orgel med tolv stämmor, två manualer och pedal är byggd 1969 av Marcussen & Søn.[10]
- I tornet hänger två klockor. Lillklockan som väger 190 kg göts 1541, troligen av Petrus André i Västerås. Storklockan, som väger 900 kg och göts 1641 av Mäster Georg Putensen i Munktorp, bär en relief av Johannes Rudbeckius tillsammans med en inskription som berättar att han var biskop i Västerås och kyrkoherde i Lundby.[10] Utöver biskopen finns en rad andra personer från Lundby med omnejd namngivna, bland annat komminister Mattias Laurentius Berg och Västmanlands landshövding.[3]

## Galleri

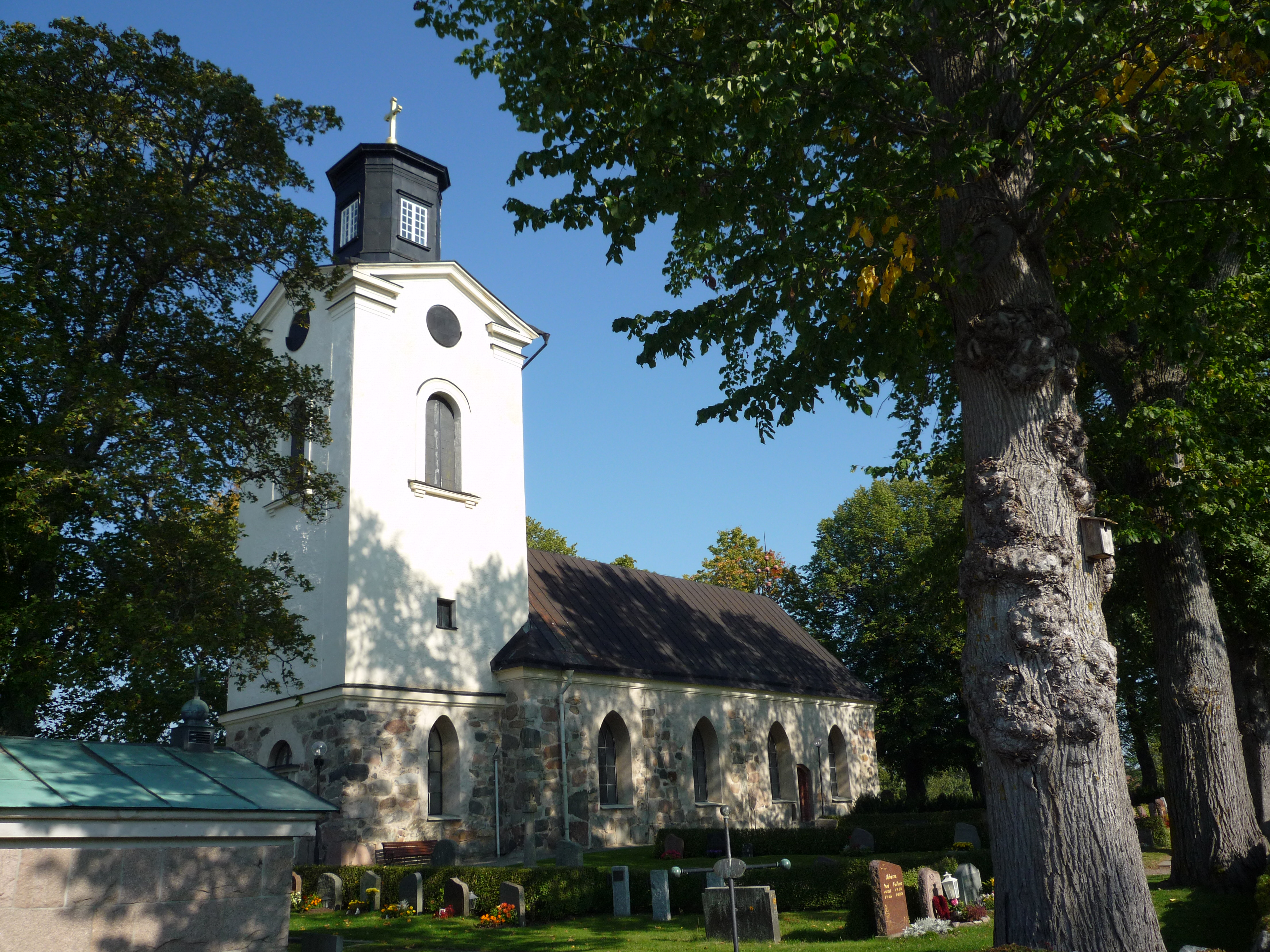
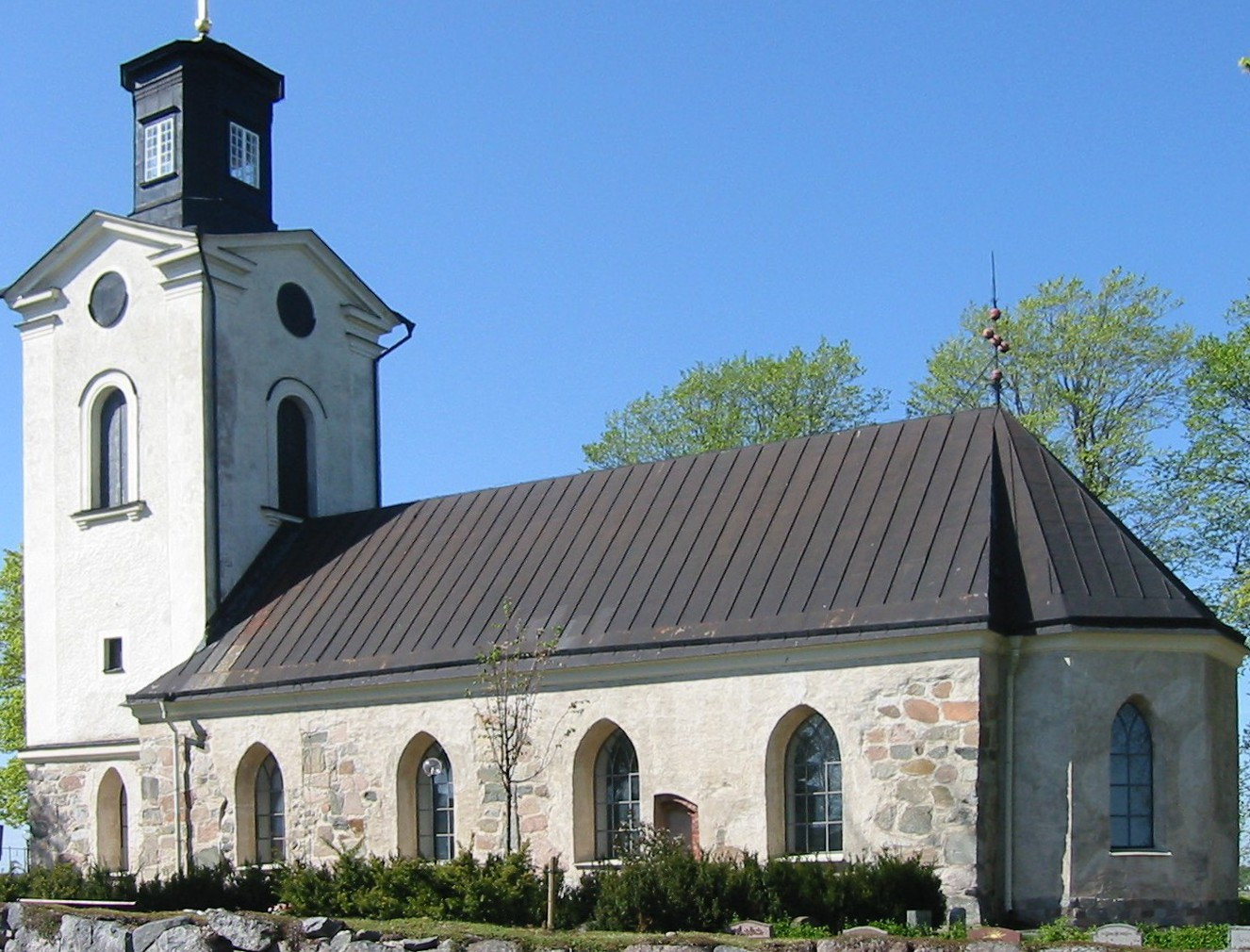
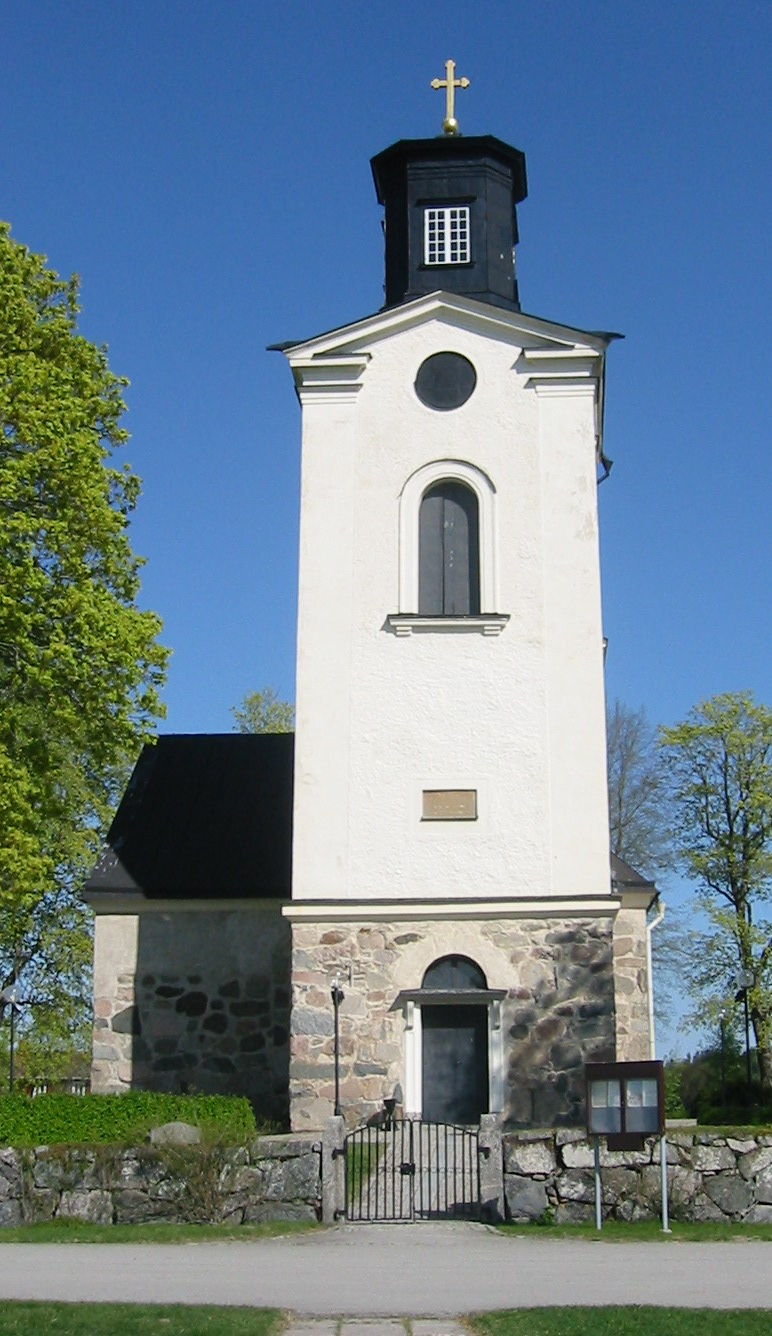